# Farragut-Klasse (1960)
Die Farragut-Klasse, auch bekannt als Coontz-Klasse, war eine Klasse von Lenkwaffenzerstörern, die ab 1960 in der United States Navy fuhren. Zehn Schiffe der Klasse wurden gebaut und waren bis circa 1990 in Dienst. Die Schiffe waren Mehrzweckkampfschiffe und konnten sowohl gegen Luftziele als auch gegen Schiffe und U-Boote eingesetzt werden.

## Geschichte

### Planung und Bau
Die Planung für die Farragut-Klasse begann Anfang der 1950er Jahre. Zuerst wurden die Schiffe als Zerstörerführer (DL, umgangssprachlich Large Frigate, dt.: Große Fregatte) klassifiziert und sollten nur mit Geschützen bewaffnet werden. Die Kennnummern liefen von 6 bis 15. 1955 wurde jedoch entschieden, der Klasse auch Lenkwaffen zu geben. Ende 1956, noch weit vor Indienststellung der ersten Einheit, wurde die Klassifizierung deshalb in DLG geändert, das G bedeutet hierbei guided missile, also Lenkrakete. Durch die Änderung der Pläne kam auch die Reihenfolge, in der die Schiffe in Auftrag gegeben und gebaut wurden, stark durcheinander. So war die Coontz das erste Schiff, das bestellt wurde (daher auch die Bezeichnung als Coontz-Klasse), ist aber erst die vierte Einheit in der Reihenfolge. Letztlich wurden zehn Schiffe gebaut, die Kiellegungen fanden 1957 und 1958 statt, in Dienst gestellt wurden die Einheiten 1959, 1960 und 1961. Nach der Auflösung der Klassifizierung DLG 1975 wurden die Schiffe schließlich zu Lenkwaffenzerstörern (DDG), wobei sie als einzige Schiffe ihre Kennnummern wechseln mussten, da 6 bis 15 innerhalb der DDG-Klassifizierung schon an Schiffe der Charles-F.-Adams-Klasse vergeben waren. Die neuen Kennnummern waren 37 bis 46.
Die Bauzeit für die Einheiten lagen bei jeweils knapp über einem Jahr, danach wurden noch circa eineinhalb Jahre für Ausrüstung, Testfahrten und eine letzte kurze Werftliegezeit benötigt. Die Schiffe wurden auf insgesamt fünf verschiedenen Werften gebaut, dies waren die Fore River Shipyard für drei, die Puget Sound Naval Shipyard, die Philadelphia Naval Shipyard und Bath Iron Works für je zwei Schiffe und die San Francisco Naval Shipyard für einen Zerstörer. Die Baukosten lagen bei 52 Mio. US-Dollar pro Schiff.

### Modifikationen
Bereits 1964 wurden Planungen für Modifikationen der Klasse gestartet. Der Grund hierfür liegt darin, dass sehr unterschiedliche Versionen von Waffen- und Radarsysteme verbaut wurden. So wurden die Lenkwaffenstartanlagen auf allen Schiffen auf einen Standard gebracht, die acht Einheiten, die von Beginn an kein Naval Tactical Data System erhalten hatten, wurden mit diesem Informationsverarbeitungssystem nachgerüstet. Radarsysteme wurden auf neuesten Stand gebracht und das Mastdesign verändert. Die Kosten für diese zwischen 1966 und 1977 durchgeführten Maßnahmen lagen zwischen 29 und 50 Mio. US-Dollar pro Schiff, der Schnitt bei 39 Mio. Nicht alle Modifikationen schafften jedoch die Serienfertigung. So wurde bei der Farragut auf dem Vorderdeck ein weiteres Flugkörpermagazin nachgerüstet, das jedoch die Stabilität negativ beeinflusste und (neben Kostengründen) auch deshalb nur auf dieser Einheit eingebaut wurde.

### Dienstzeit
Die Farragut-Zerstörer wurden um 1960 in Dienst gestellt und hatten eine vorgesehene Dienstzeit von circa 30 Jahren. Damit war als Termin für die Außerdienststellung ungefähr das Jahr 1990 vorgesehen. In den 1980er Jahren gab es Überlegungen, eine weitere Modernisierung der Schiffe mit dem New Threat Upgrade durchzuführen. Diese Verbesserung der Interoperabilität der Systeme wurde bereits 1982 auf der Mahan getestet, dann aber auf keinem weiteren Schwesterschiff installiert, da aufgrund des Alters der Schiffe der Kosten-Nutzen-Faktor zu gering war. So wurden die ersten Schiffe 1989 außer Dienst gestellt, die weiteren bis 1992. Nur die Mahan blieb bis 1993 in Dienst. Bereits während der Dienstzeit, ab 1975, kamen die Zerstörer der Spruance-Klasse in die Flotte, weiterhin ersetzt wurde die Farragut-Klasse durch die neuen Zerstörer der Arleigh-Burke-Klasse, die ab 1991 in Dienst gestellt wurden.
Die Schiffe der Farragut-Klasse wurden allesamt abgewrackt und als Schrott verkauft.

## Technik

### Rumpf

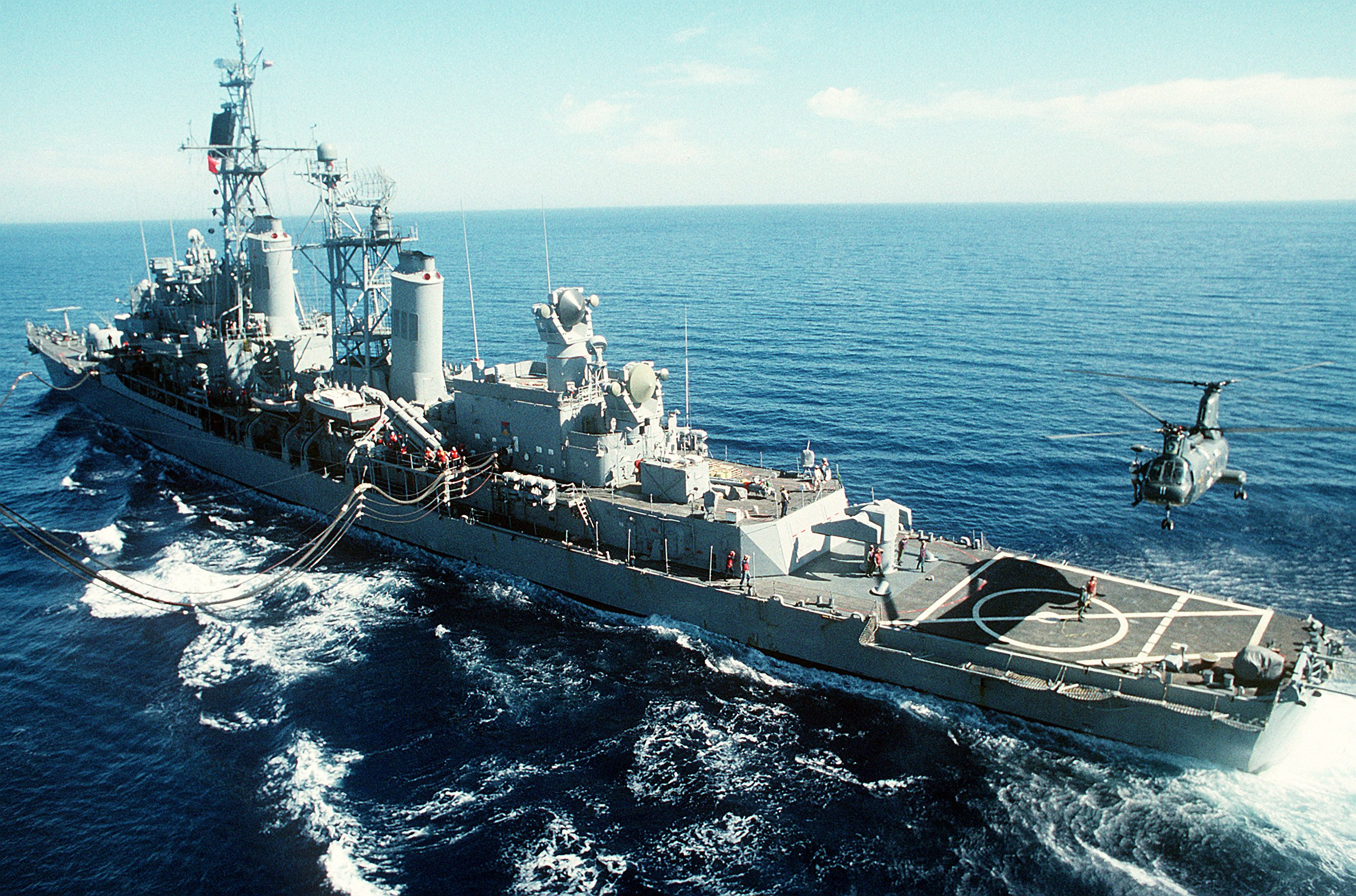
Ein Helikopter bei VERTREP

Der Rumpf einer Farragut war 156,2 Meter lang und 15,8 Meter breit. Der Tiefgang lag bei 7,6 Metern. Damit verdrängten die Zerstörer voll beladen 5.800 tn.l. Am vorderen Schornstein war zu Beginn ein Dreibeinmast installiert, der bald gegen einen Mast mit vier Beinen ausgetauscht wurde. Direkt vor dem achterlichen Schornstein stand ein zweiter Mast. Während der Rumpf der Schiffe aus Stahl bestand, waren die Aufbauten aus Leichtmetallen gefertigt, hauptsächlich aus Aluminium. Dies verringerte das Gewicht der Einheiten beträchtlich. An Bord war neben der normalen Crew außerdem Platz für einen Verbandsstab, so dass die Schiffe der Farragut-Klasse gerne als Flaggschiffe für kleine Verbände ausgewählt wurden.
Auf dem Achterdeck war zu Beginn eine für VERTREP vorgesehene Fläche, also für die Versorgung durch schwebende Helikopter (VERTREP: Vertical Replenishment, dt.: Vertikale Versorgung). Später wurde dort, zumindest bei einigen Einheiten, durch das komplette Ausglätten der Fläche sowie das Anbringen von Treibstofftanks und Haltevorrichtungen die Möglichkeit geschaffen, einen Helikopter landen zu lassen und zu versorgen. Die permanente Stationierung eines Helikopters war aufgrund des fehlenden Hangars nicht möglich.

### Antrieb
Die zehn Farraguts wurden von Dampfturbinen angetrieben. Vier Kessel von Foster Wheeler oder Babcock & Wilcox erhitzten Wasser bei einem Druck von bis zu 1.200 psi (85 bar). Der entstehende Dampf wurde auf zwei Getriebeturbinen von Allis-Chalmers oder De Laval geleitet, von denen jede eine Welle mit einer einzelnen Schraube antrieb. Die Leistung des Systems lag bei 85.000 PS. Damit erreichten die Zerstörer Geschwindigkeiten von bis zu 34 Knoten, bei einem Fahrbereich von bis zu 6.000 Seemeilen (11.000 Kilometer) bei 14 Knoten (ohne Versorgung auf See). Bei schnellerer Fahrt nahm die Reichweite ab und betrug 4.000 Seemeilen (7.400 Kilometer) bei 20 Knoten oder 1.500 Seemeilen (2.775 km) bei 30 Knoten. Die mitgeführte Brennstoffmenge lag bei 900 ts.

### Bewaffnung

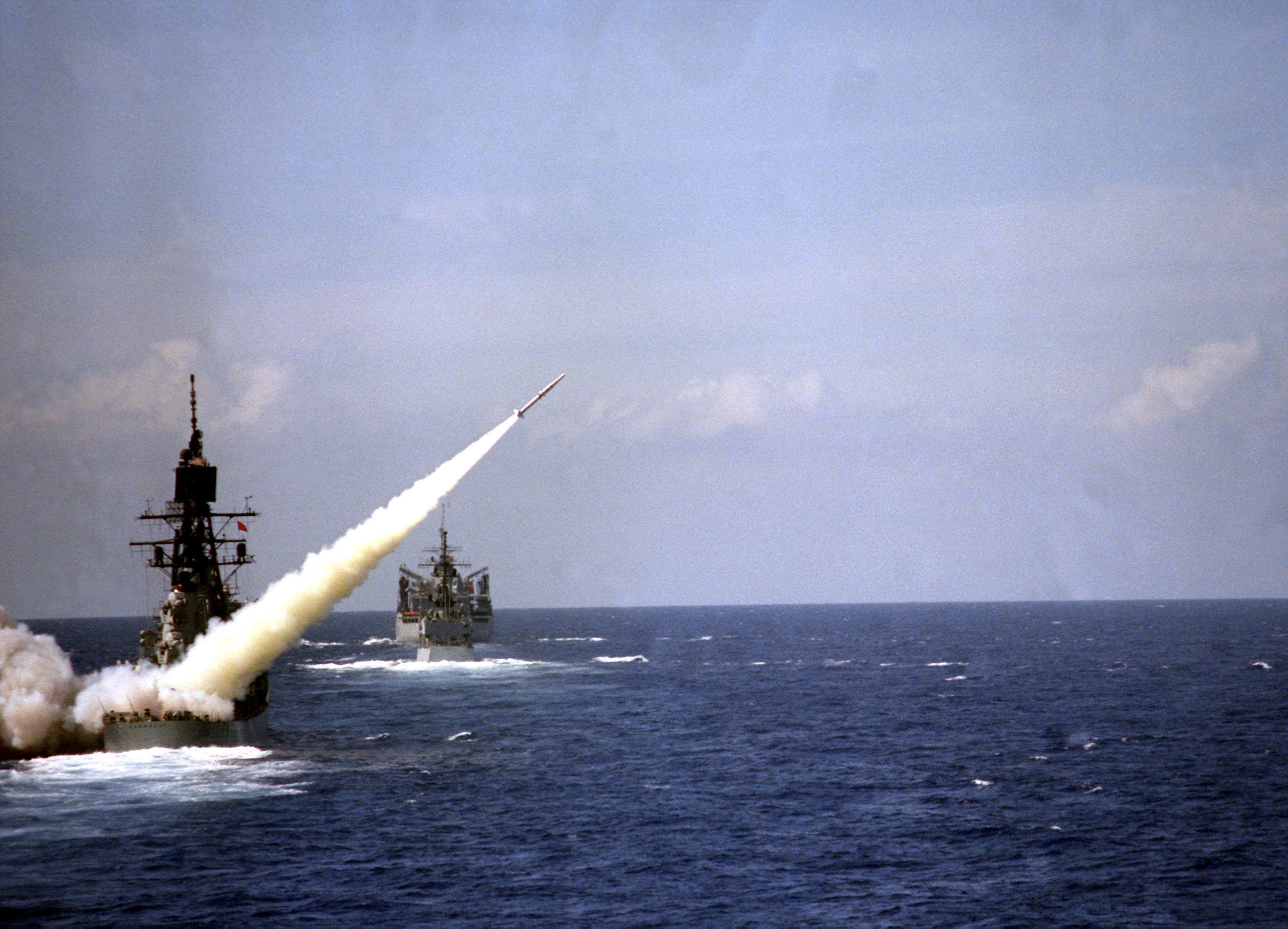
Farragut beim Test einer Terrier-Luftabwehrrakete

Die Hauptbewaffnung der Zerstörer war ein Doppelarmstarter Mk. 10, der sich auf dem Achterdeck befand und RIM-2-Terrier-Luftabwehrraketen abfeuern konnte. Diese wurden später durch die modernere RIM-67 Standard Missile ER ersetzt. Es konnten 40 Flugkörper in den Magazinen mitgeführt werden. Gegen U-Boote konnten acht Raketentorpedos ASROC eingesetzt werden, deren Starter sich vor der Brücke befand. Abgesehen von der Farragut hatte kein Schiff ein Magazin für diese Waffe, Nachladen auf See war also nicht möglich. Ebenfalls für den Einsatz gegen U-Boote waren die sechs Torpedorohre gedacht, die in zwei Dreiergruppen angeordnet waren und Torpedos vom Typ Mk. 46 verschossen.
Vor dem ASROC-Starter war zusätzlich ein Geschütz installiert. Dies war von Typ Mk. 42 und hatte ein Kaliber von 12,7 cm/5 Zoll bei einer Kaliberlänge von 54. Damit konnten sowohl Luft- als auch See- und Bodenziele beschossen werden. Um 1980 wurden auf allen Schiffen zwei Abschussvorrichtungen für je vier Seezielflugkörper AGM-84 Harpoon aufgestellt. Die Waffen standen beidseitig des achteren Deckshauses. Der Abschussbehälter war um 180° drehbar, so dass eine volle Abdeckung erzielt werden konnte.

### Elektronik

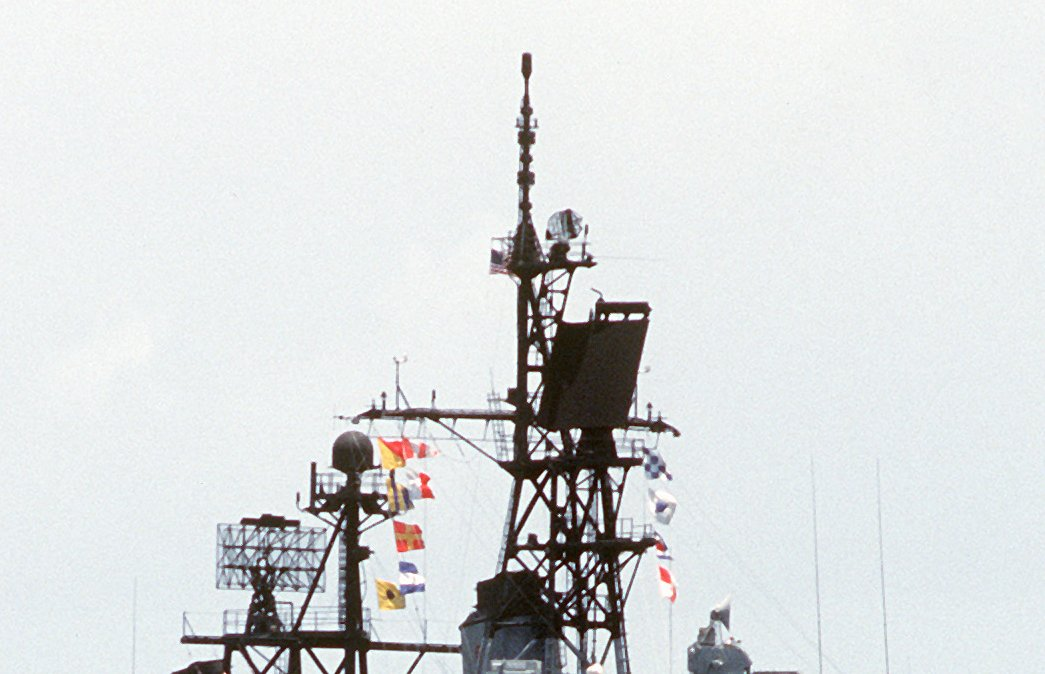
Hier zu sehen noch das alte SPS-37-Radar (links), aber schon SPS-48 auf dem rechten Mast.

Auch die Radaranlagen der Schiffe der Farragut-Klasse unterlagen einem ständigen Wandel. So war als Luftüberwachungsradar zu Beginn SPS-37 der Westinghouse Electric Corporation auf dem hinteren Mast installiert, damit zusammen arbeitete das 3D-Radar SPS-39 von Hughes auf dem vorderen Mast. Ersteres wurde später durch das SPS-49 von Raytheon ersetzt, letzteres durch SPS-48 von ITT-Gilfillan. Lediglich das Navigationsradar, das über der Luftüberwachungsantenne am vorderen Mast befestigt war, blieb die ganze Dienstzeit unverändert: Es war ein SPS-10 von Raytheon.
Die Sonaranlage war vom Modell SQQ-23. Diese hatte zwei Sonodome im Boden des Schiffes und konnte sowohl aktiv als auch passiv getauchte U-Boote aufspüren. Für elektronische Kampfführung war zu Beginn das WLR-1 an Bord, dies wurde später durch SLQ-32 ersetzt. Ebenfalls zum SLQ-32-Paket gehört das Mark 36 SRBOC, das Düppel und Flares in die Luft schießt, die anfliegende Raketen sowohl mit Radar- wie auch mit Infrarotsuchkopf vom Schiff ablenken sollen.

## Einsatzprofil

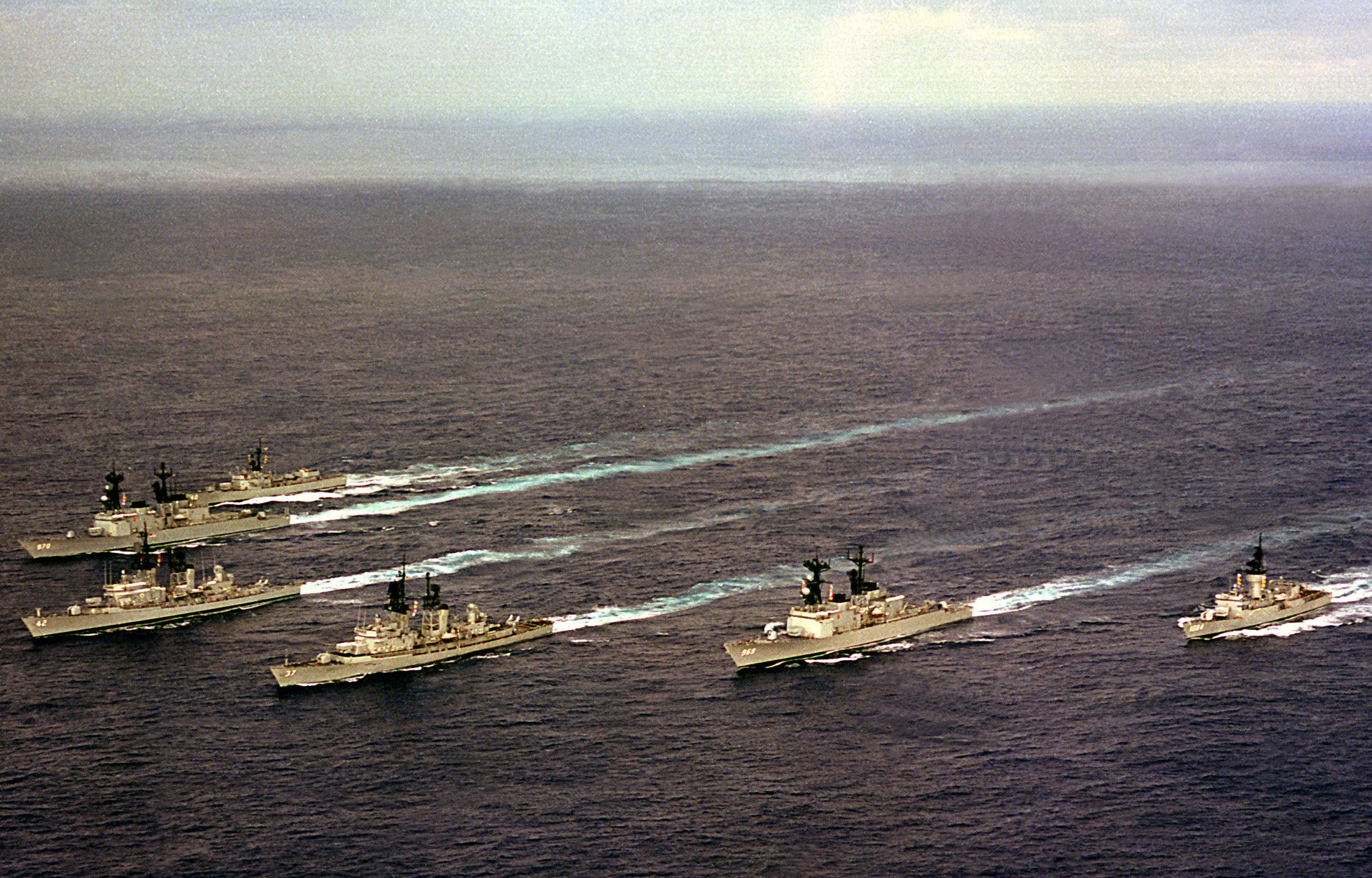
Formation aus zwei Farragut- (links), zwei Spruance--Zerstörern und zwei Knox-Fregatten

Die Zerstörer der Farragut-Klasse waren hauptsächlich für den Schutz der Flugzeugträger verantwortlich. Neben Luftabwehr konnten sie auch gegen U-Boote eingesetzt werden, seit der Ausrüstung mit den Harpoon außerdem auch gegen Überwasserschiffe. Durch den Stabsraum wurden sie außerdem häufig als Flaggschiff bei Übungen und Manövern eingesetzt, bei denen kein Flugzeugträger anwesend war.
Neben Übungen, Manövern und den standardmäßigen Verlegungen im Rahmen von Carrier Vessel Battle Groups nahmen Einheiten der Farragut-Klasse auch am Vietnamkrieg teil und fuhren während des Iran-Irak-Krieges im Persischen Golf, um dort alliierte Schiffe zu beschützen. Ebenso fuhren die Zerstörer während und nach der Operation Desert Storm, wo sie unter anderem für die Durchsetzung von UN-Sanktionen gegen den Irak verantwortlich waren.